# 寡齿新银鱼
寡齿新银鱼（学名：Neosalanx oligodontis）为輻鰭魚綱胡瓜魚目银鱼科新银鱼属的鱼类，是中国的特有物种，為溫帶淡水魚。分布于长江中下游水系、微山湖及河北省大清河水系白洋淀等，棲息在底中層水域，生活習性不明。该物种的模式产地在太湖。